# أونترفيلدڤيبل
أونترفيلدڤيبل رتبة في الفيرماخت، من عام 1935 حتى عام 1945. كما تم استخدامها في الجيش الشعبي الوطني الألماني من 1956 إلى 1990. أي ما يعادل Unterfeldwebel في البوندسويهر بألمانيا الغربية وفيما بعد في جمهورية ألمانيا الاتحادية هي رتبة شتابسأونترأوفيتزير (OR-5).

## التاريخ
أونترفيلدڤيبل (في سلاح الفرسان والمدفعية: Unterwachtmeister) في ألمانيا، حيث تم تعيين شخص يرتدي زياً رسمياً وهو ثاني أقل رتبة من ضباط الصف (بعد أونترأوفيتزير). تقع الرتبة في مجموعة أونترأوفيتزره أونه بورتيبي.

### تصنيف الرتبة في الفيرماخت وفافن-إس إس حتى عام 1945
| فرع شجرة | الجيش الألماني | فتوافا        | كريغسمرينه | فافن إس إس      |
| -------- | -------------- | ------------- | ---------- | --------------- |
| الطوق    | -              |               |            |                 |
| الكتف    |                |               | -          |                 |
| الكم     |                |               |            |                 |
| الاسم    | أونترفيلدڤيبل  | أونترفيلدڤيبل | أوبرمات    | SS- Scharführer |

### جيش الشعب الوطني
من قبل الجيش الشعبي الوطني في جمهورية ألمانيا الديمقراطية وحرس الحدود، تم تقديم الرتبة في عام 1962. بقيت شارات الرتب متطابقة تقريبًا مع هذه في الفيرماخت والرايخويهر.